# Pejzaż o zmierzchu
Pejzaż o zmierzchu (hol. Landschap met zonsondergang, ang. Landscape at Dusk) – obraz olejny (nr kat.: F 191, JH 762) namalowany przez Vincenta van Gogha w kwietniu 1885 podczas jego pobytu w Nuenen. Obraz znajduje się w zbiorach Muzeum Thyssen-Bornemisza w Madrycie. 

## Historia
W kwietniu Vincent van Gogh zajęty był malowaniem obrazu Jedzący kartofle. Namalował w tym czasie też pejzaż, poświęcony zachodowi słońca.
Oprócz tego pracuję również nad czerwonym zachodem słońca
pisał 21 kwietnia 1885 w liście do brata Theo.
Van Gogh był zafascynowany przedstawieniem ciemności w XVII-wiecznym malarstwie niderlandzkim. Motyw ten wykorzystał zarówno w portretach wieśniaków jedzących w mrocznym pokoju jak i w Pejzażu o zmierzchu, który charakteryzuje się realizmem z silnymi odcieniem tenebryzmu.  Po wyjeździe do Paryża paleta artysty stała się jaśniejsza i bardziej kolorowa dzięki wpływom nowych trendów artystycznych, które kolejno się wokół niego pojawiały.